# Punta del Lago
La Punta del Lago -  in francese, Pointe-du-Lac - (2.816,1 m s.l.m.) è una montagna delle Alpi Pennine collocata nei Contrafforti valdostani del Monte Rosa. Si trova in Valle d'Aosta al confine tra i comuni di Ayas e Brusson.

## Caratteristiche

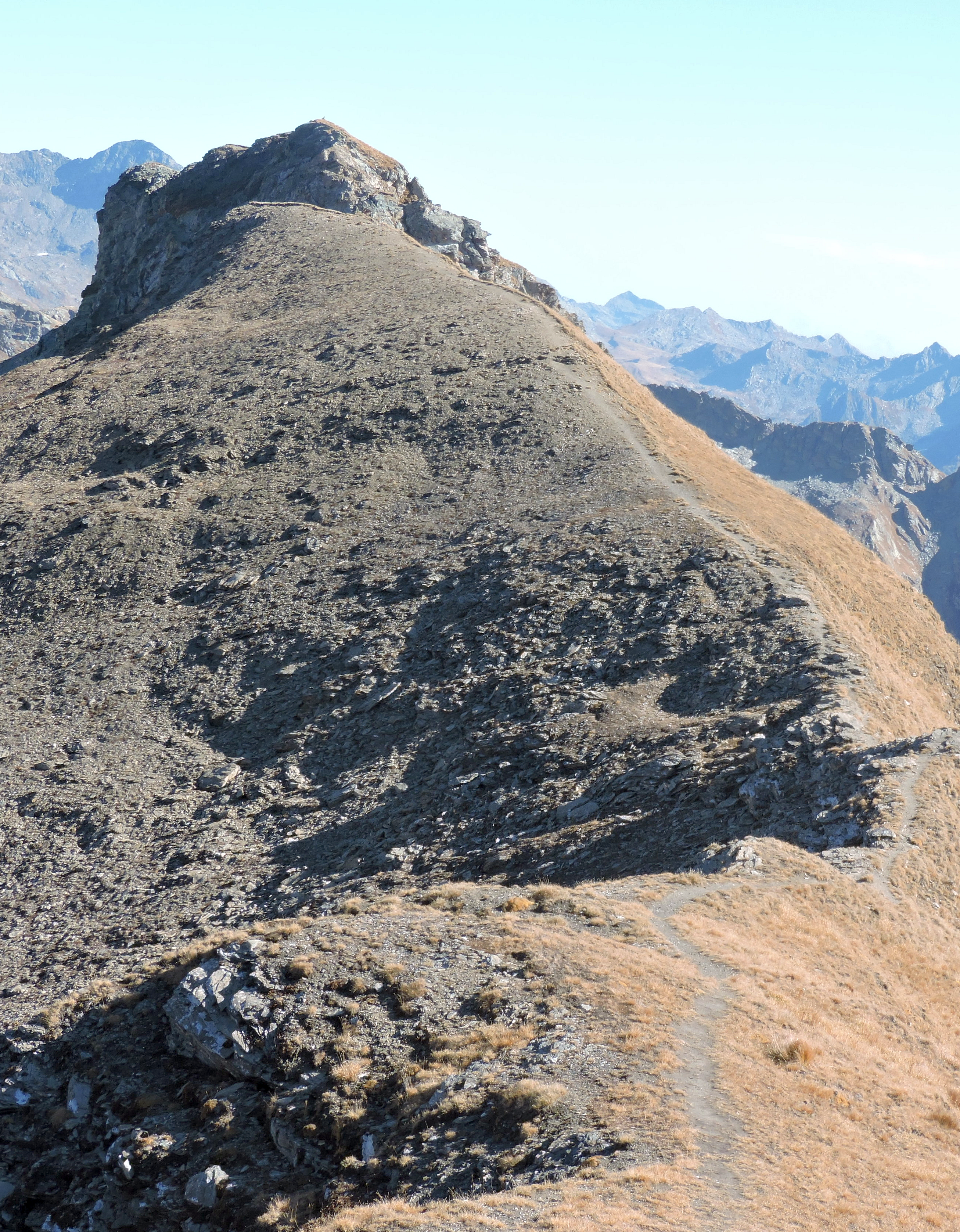
La montagna da ovest, a sinistra il versante verso Mascognaz

La montagna si trova in Val d'Ayas lungo la cresta che staccandosi dallo spartiacque Ayas/Lys in corrispondenza del Corno Vitello passa per la Punta Palasina e poi, a ovest della punta del Lago, prosegue fino al Corno Bussola e si abbassa infine su Extrepierre, frazione di Brusson. Tale cresta a sud forma il vallone di Estoul, frazione di Brusson, ed a nord il vallone di Mascognaz, frazione di Ayas. Il versante sud della punta del Lago è prevalentemente prativo mentre quello settentrionale che si affaccia sul vallone di Mascognaz è di natura detritica.
Dalla vetta si gode di un ampio panorama sui principali gruppi alpini della Valle d'Aosta e sulla valle stessa.

## Salita alla vetta
Si può raggiungere la vetta partendo dal Rifugio Arp o dal vallone di Mascognaz, salendo al Colle Palasina e guadagnando la cima per un sentiero che corre nei pressi della cresta est. Si tratta del sentiero 3D, che collega il Corno Vitello con il Corno Bussola. La difficoltà del sentiero è data come EE.